# 8 Płocki Pułk Artylerii Lekkiej
8 Płocki Pułk Artylerii Lekkiej im. Króla Bolesława Krzywoustego (8 pal) – oddział artylerii lekkiej Wojska Polskiego w II Rzeczypospolitej.
Pułk sformowany został w ostatnich dniach 1918 w Rembertowie. Wziął udział w walkach z Ukraińcami w Małopolsce Wschodniej i w wojnie polsko–bolszewickiej. W okresie międzywojennym stacjonował w Płocku. W kampanii wrześniowej walczył w składzie macierzystej 8 Dywizji Piechoty.

## Formowanie pułku
11 listopada 1918 w Rembertowie kilkunastu oficerów byłych Korpusów Wschodnich w Rosji i studentów warszawskich szkół wyższych przystąpiło do organizowania 8 pułku artylerii polowej. 15 lutego zaczęto organizować w Rembertowie 6 baterię pod dowództwem kpt. Kwiatkowskiego. W baterii tej szkolono nowo wcielonych żołnierzy przeznaczonych do uzupełniania stanów pułku walczących na froncie.
W końcu roku zorganizowano pułk o składzie dwóch dywizjonów. Trzeci dywizjon powstał jesienią 1919 w Zambrowie. Oddział wszedł w skład 8 Brygady Artylerii. Bateria zapasowa pułku stacjonowała w Toruniu.
Podczas wojny z bolszewikami pułk był przydzielany dywizjonami do różnych jednostek. We wrześniu 1920 pułk dysponował 75 mm armatami francuskimi.
| Obsada personalna pułku w latach 1918–1920 | Obsada personalna pułku w latach 1918–1920 | Obsada personalna pułku w latach 1918–1920 | Obsada personalna pułku w latach 1918–1920 |
| Stanowisko                                 | Stopień imię i nazwisko                    | Data                                       | Uwagi                                      |
| ------------------------------------------ | ------------------------------------------ | ------------------------------------------ | ------------------------------------------ |
| dowódca pułku                              | płk Juliusz Rómmel                         |                                            |                                            |
| dowódca pułku                              | płk Wiktor Poźniak                         |                                            |                                            |
| adiutant                                   | por. Ludwig                                |                                            |                                            |
| lekarz                                     | kpt. lek. Zygmunt Jankowski                |                                            |                                            |
| oficer zwiadowczy                          | ppor. Kaliszek                             |                                            |                                            |
| Oficer dowództwa                           | por. Henryk Dąbrowski                      |                                            |                                            |
| Oficer dowództwa                           | por. Józef Derewojad                       |                                            |                                            |
| Oficer dowództwa                           | por. Leon Lawcewicz                        |                                            |                                            |
| Oficer dowództwa                           | ppor. Stanisław Pruszyński                 |                                            |                                            |
| dowódca I dywizjonu                        | kpt. Aleksander Hertel                     | 20 XI 1918 –                               |                                            |
| dowódca I dywizjonu                        | mjr Stefan Mazurkiewicz                    |                                            |                                            |
| Lekarz                                     | pchor. san. Kazimierz Krajewski            |                                            |                                            |
| Lekarz wet.                                | rtm. lek. wet. Konrad Osterloff            |                                            |                                            |
| Lekarz wet.                                | rtm. lek. wet. Witold Palczewski (X)       |                                            |                                            |
| Lekarz wet.                                | kpt. Jackiewicz                            | 17 XII 1918 –                              |                                            |
| Oficer dowództwa                           | por. Romuald Piotrowski                    |                                            |                                            |
| Oficer dowództwa                           | por. Tadeusz Rohoziński                    |                                            |                                            |
| Oficer dowództwa                           | ppor. Władysław Ohrymowicz                 |                                            |                                            |
| adiutant                                   | por. Edward Szydełkiewicz                  | 20 XI – 17 XII 1918                        |                                            |
| adiutant                                   | ppor. Cegliński                            | 17 XII 1918 –                              |                                            |
| oficer łączności                           | ppor. Cegliński                            | 20 XI – 17 XII 1918                        |                                            |
| oficer łączności                           | por. Szydełkiewicz                         | 17 XII 1918 –                              |                                            |
| oficer sanitarny                           | por. Skorko                                | 17 XII 1918 –                              |                                            |
| lekarz weterynarii                         | kpt. Jackiewicz                            | 17 XII 1918 –                              |                                            |
| dowódca 1 baterii                          | kpt. Szalewicz                             | 20 XI – 17 XII 1918                        |                                            |
| dowódca 1 baterii                          | kpt. Jaeger                                | 17 XII 1918 –                              |                                            |
| dowódca 1 baterii                          | por. Rudolf Ostryhański                    |                                            |                                            |
| oficer baterii                             | por. Rodziewicz                            | 20 XI 1918 –                               |                                            |
| oficer baterii                             | por. Stefanowicz                           | 20 XI 1918 –                               |                                            |
| oficer baterii                             | ppor. Kosowski                             | 20 XI 1918 –                               |                                            |
| oficer baterii                             | ppor. Bogdański                            | 20 XI 1918 –                               |                                            |
| oficer baterii                             | ppor. Wojciechowski                        | 20 XI 1918 –                               |                                            |
| oficer baterii                             | ppor. Ślosarski                            | 20 XI 1918 –                               |                                            |
| Oficer baterii                             | por. Hilary Skrzypczyński                  |                                            |                                            |
| dowódca 2 baterii                          | por. Kwiatkowski                           | 20 XI 1918 –                               |                                            |
| dowódca 2 baterii                          | por. Edmund Pojker                         |                                            |                                            |
| oficer baterii                             | por. Rohoziński                            |                                            |                                            |
| oficer baterii                             | por. Niewodniczański                       | 20 XI 1918 –                               |                                            |
| oficer baterii                             | por. Grodski                               | 20 XI 1918 –                               |                                            |
| oficer baterii                             | ppor. Sosnowski                            | 20 XI 1918 –                               |                                            |
| oficer baterii                             | ppor. Giedrojć                             | 20 XI 1918 –                               |                                            |
| oficer baterii                             | ppor. Piekarski                            | 20 XI 1918 –                               |                                            |
| oficer baterii                             | ppor. Helmersen                            | 20 XI 1918 –                               |                                            |
| oficer baterii                             | por. Stanisław Kolbiński                   |                                            | † VI 1920                                  |
| dowódca plutonu 2 baterii                  | por. Edward Szydełkiewicz                  |                                            | † 20 VIII 1920                             |
| Oficer baterii                             | por. Władysław Grabowski                   |                                            |                                            |
| Oficer baterii                             | ppor. Jan Rummel                           |                                            |                                            |
| dowódca 3 baterii                          | kapitan Leszek Roguski                     | 20 XI 1918 –                               |                                            |
| dowódca 3 baterii                          | kpt. Władysław Kobylański                  |                                            |                                            |
| oficer baterii                             | por. Bar                                   | 20 XI 1918 –                               |                                            |
| oficer baterii                             | por. Tatar                                 | 20 XI 1918 –                               |                                            |
| oficer baterii                             | ppor. Uziębło                              | 20 XI 1918 –                               |                                            |
| oficer baterii                             | ppor. Strupczewski,                        | 20 XI 1918 –                               |                                            |
| oficer baterii                             | ppor. Różański                             | 20 XI 1918 –                               |                                            |
| oficer baterii                             | ppor. Chorzewski                           | 20 XI 1918 –                               |                                            |
| Oficer baterii                             | por. Stanisław Cegliński                   |                                            |                                            |
| Oficer baterii                             | ppor. Stanisław Froelich                   |                                            |                                            |
| Oficer baterii                             | ppor, Kazimierz Wołkowieki                 |                                            |                                            |
| dowódca II dywizjonu                       | ppłk Strzemieński                          | 20 XI 1918 –                               |                                            |
| dowódca II dywizjonu                       | ppłk Karol Ignacy Nowak                    |                                            |                                            |
| dowódca II dywizjonu                       | ppłk Leszek Roguski                        |                                            |                                            |
| Oficer łączności                           | ppor. Popławski                            | 20 XI 1918 –                               |                                            |
| Oficer łączności                           | por. Robert Stępniewski                    |                                            |                                            |
| Lekarz                                     | ppor. podlek. Stanisław Netzer             |                                            |                                            |
| oficer sanitarny                           | por. Zalewski                              | 20 XI 1918 –                               |                                            |
| oficer sanitarny                           | pchor. san. Henryk Brzeski                 |                                            |                                            |
| Lekarz wet.                                | por. lek. wet. Franciszek Urbanik          |                                            |                                            |
| adiutant dywizjonu                         | ppor. Machowicz                            | 20 XI 1918 –                               |                                            |
| oficer dowództwa                           | por. Włodzimierz Bar                       | do 29 IX                                   |                                            |
| oficer dowództwa                           | por. Zygmunt Gużewski                      |                                            |                                            |
| Dowódca 4 baterii                          | por. Karol Kiełczewski                     |                                            |                                            |
| Oficer baterii                             | por. Kazimierz Budzanowski                 |                                            |                                            |
| Oficer baterii                             | por. Robert Stępniewski                    |                                            |                                            |
| Oficer baterii                             | ppor. Jan Szumło                           |                                            |                                            |
| Oficer baterii                             | ppor. Stanisław Tatar                      |                                            |                                            |
| Dowódca 5 baterii                          | por. Józef Różański                        |                                            |                                            |
| Dowódca 5 baterii                          | por, Stanisław Tatar (X)                   |                                            |                                            |
| Oficer baterii                             | por. Adolf Kohutnicki                      |                                            |                                            |
| Oficer baterii                             | ppor, Adam Chorzewski                      |                                            |                                            |
| Dowódca 6 baterii                          | por. Ludwik Borowski                       |                                            |                                            |
| Oficer baterii                             | por. Kazimierz Górecki                     |                                            |                                            |
| Oficer baterii                             | por. Józef Klahn                           |                                            |                                            |
| Oficer baterii                             | ppor. Witold Jeśman                        |                                            |                                            |
| dowódca III dywizjonu                      | por. Stanisław Kwiatkowski                 |                                            | † VI 1920                                  |
| dowódca III dywizjonu                      | kpt. Władysław Domański                    |                                            | † 16 IX 1920 Dytiatyn                      |
| dowódca III dywizjonu                      | mjr Stefan Kijasbek                        |                                            |                                            |
| dowódca III dywizjonu                      | kpt. Władysław Kobylański (X)              |                                            |                                            |
| adiutant III dywizjonu                     | ppor. Kazimierz Kaliszek                   |                                            | † 16 IX 1920 Dytiatyn                      |
| oficer sztabu III dywizjonu                | por. Bolesław Rayzacher                    |                                            | † VI 1920                                  |
| lekarz weterynarii                         | por. wet. Tadeusz Brzeziński               |                                            | † 20 VII 1920                              |
| lekarz weterynarii                         | por. wet. Hipolit Perkowski                |                                            |                                            |
| Oficer gospodarczy                         | ppor. rach. Henryk Salmonowicz             |                                            |                                            |
| Oficer dowództwa                           | ppor. Kazimierz Wolbek                     |                                            |                                            |
| Oficer dowództwa                           | ppor. Wincenty Żmigrodzki                  |                                            |                                            |
| dowódca 7 baterii                          | ppor. Zygmunt Gużewski                     |                                            |                                            |
| dowódca 7 baterii                          | por. Artur Blank                           |                                            |                                            |
| Oficer baterii                             | por. Albin Czerniewski                     |                                            |                                            |
| Oficer baterii                             | por. Andrzej Piekarski                     |                                            |                                            |
| Dowódca 8 baterii                          | por. Karol Drewski                         |                                            |                                            |
| Oficer baterii                             | ppor. Andrzej Kownacki                     |                                            |                                            |
| Oficer baterii                             | ppor. Jan Młoszewski                       |                                            |                                            |
| Oficer baterii                             | ppor. Janusz Mueck                         |                                            |                                            |
| Dowódca 9 baterii                          | por. Bronisław Korbusz                     |                                            |                                            |
| Oficer baterii                             | ppor. Adam Schwarzenberg-Czerny            |                                            |                                            |
| Oficer baterii                             | ppor. Stanisław Kiełczewski                |                                            |                                            |
| Oficer pułku                               | por. Hilary Strupczewski                   |                                            |                                            |
| Oficer pułku                               | ppor. Władysław Jagiełło                   |                                            |                                            |
| Oficer pułku                               | pchor. Józef Koszati                       |                                            |                                            |
| Lekarz (przydział nieustalony)             | kpt. lek. Jerzy Zelewski                   |                                            |                                            |
| Dowódca 4/1 pułku artylerii górskiej       | kpt. Adam Zając († 16 IX)                  |                                            |                                            |
| Oficer baterii                             | por. Franciszek Wątroba († 16 IX)          |                                            |                                            |
| Oficer baterii                             | ppor. Kazimierz Kaliszek († 16 IX)         |                                            |                                            |
| Oficer baterii                             | ppor. Władysław Świebocki († 16 IX)        |                                            |                                            |
| Oficer baterii                             | pchor. Wacław Kaliciński († 16 IX)         |                                            |                                            |

## Pułk w walce o granice
Walki z Ukraińcami

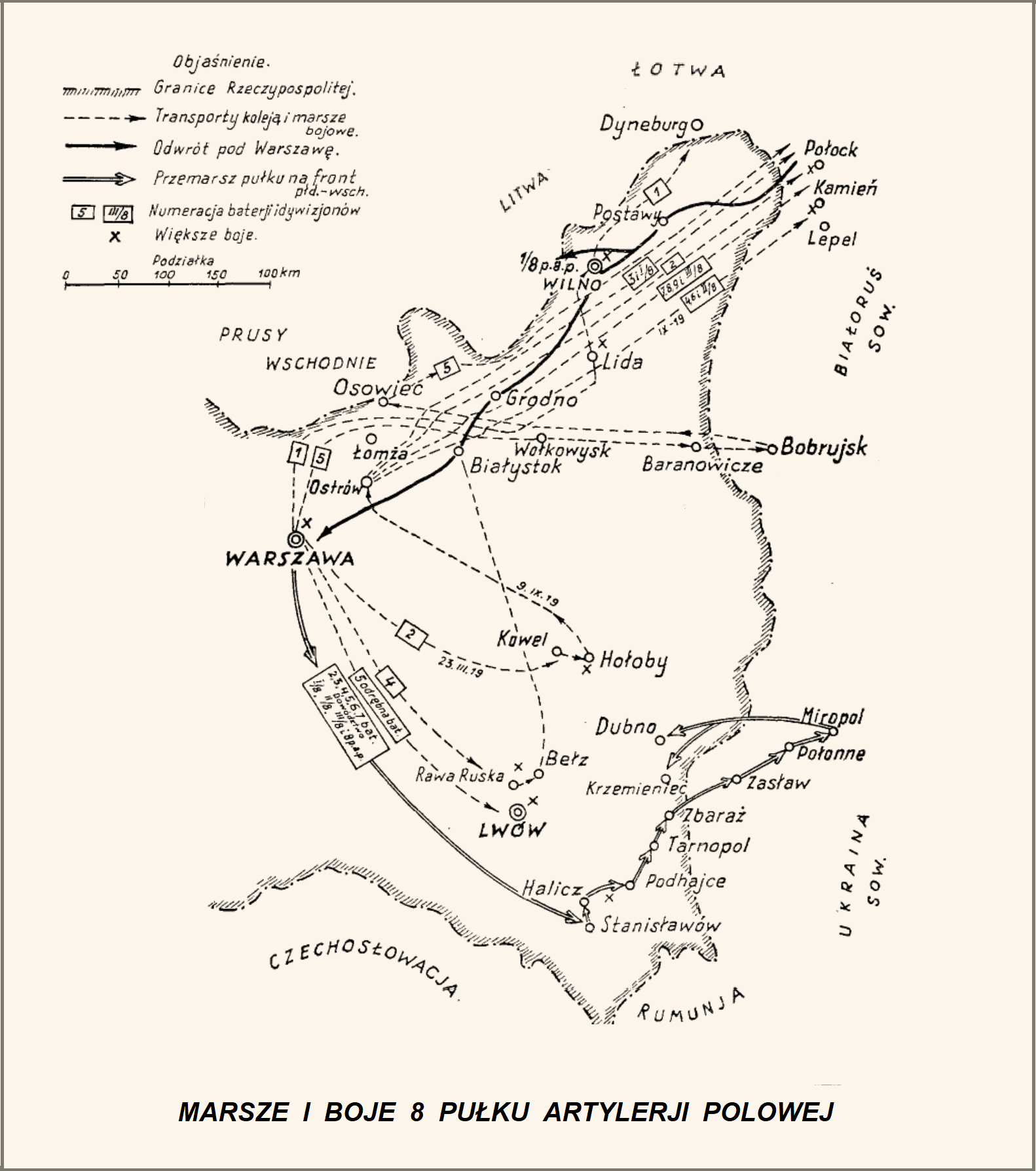
Stanisław Kraszewski, Zarys historji wojennej 8-go pułku artylerji polowej

Jako pierwsza na front polsko-ukraiński wyruszyła 5 bateria por. Szalewicza. W pierwszych dniach 1919 weszła ona w skład 5 dywizjonu artylerii konnej jako „odrębna bateria 8 pułku artylerii polowej”. 9 stycznia wysłana została na front małopolski 4 bateria haubic kpt. Mazurkiewicza. Weszła ona w skład grupy pułkownika Berbeckiego. 13 stycznia wyładowała się w Rawie Ruskiej i ruszyła w kierunku na Żółkiew. Już następnego dnia ostrzeliwała zajęte przez Ukraińców wsie: Wola Wysocka i Lipówka. W dalszych walkach wspierała II/21 pułk piechoty kapitana Żurakowskiego. W walkach o Bełz walczyła w linii piechoty strzelając ogniem na wprost. Kolejne walki baterii to Rawa Ruska i Lwów. 1 czerwca bateria odesłana została do Białegostoku celem przezbrojenia.

25 stycznia opuściła garnizon rembertowski i przegrupowana została na front wołyński 2 bateria. 15 lutego działon baterii wziął udział w wypadzie na stację kolejową Maniewicze. Działon pod dowództwem ppor. Józefa Zaleskiego osłaniał  odwrót oddziału wypadowego. W kolejnym wypadzie pod Nużynem ogień 2 baterii uniemożliwił Ukraińcom obejście lewego skrzydła polskich pododdziałów. Za bój pod Hołobami bateria została wyróżniona w rozkazie dowódcy grupy generała Rydza-Śmigłego. W czasie walk zdobyto ukraiński pociąg pancerny z armatami, końmi, żywnością i 7 karabinami maszynowymi. Zginął jednak ppor. Zaleski. W czerwcu 2 bateria wchodziła w skład Grupy generała Henryka Minkiewicza (Grupa operacyjna „Bug”).
Po walkach na froncie ukraińskim 9 września bateria przegrupowała się do Ostrowi Łomżyńskiej na odpoczynek.
Walki na froncie przeciwbolszewickim
10 kwietnia II dywizjon kpt. Leszka Roguskiego odszedł z Rembertowa na front polsko-bolszewicki pod Baranowicze, a 1 bateria z kpt. Władysławem Domańskim pod Wilno. Po wyjściu na front wszystkich baterii w Rembertowie pozostały tylko sztab dowództwa pułku i I dywizjonu, oraz bateria zapasowa.
Zimą, dla wyrównania Frontu Północnego, pułk cofnięto na linię Dźwiny i Berezyny na wysokości Bobrujska.
W lipcu 1920 do natarcia przeszedł sowiecki Front Zachodni Michaiła Tuchaczewskiego. Armie polskie rozpoczęły odwrót na zachód. Pod Grodnem dowódca 8 pap ppłk Aleksander Strzemiński, otoczony przez oddział kozaków, popełnił samobójstwo.
26 sierpnia wyniszczony 8 pap wraz przeszedł do odwodu armii na odpoczynek. Na pole walki wrócił 9 września. Wraz ze swoją macierzystą dywizją wspierał piechotę na froncie w Małopolsce. 14 września walczył o Zasław, a 16 września zgrupowanie osiągnęło Dytiatyn. Tu 7 bateria została otoczona przez sowiecką kawalerię i doszczętnie wycięta szablami. Tam też poległ dowódca dywizjonu kpt. Władysław Domański. Wszyscy wymordowani kanonierzy wraz z dowódcami spoczęli we wspólnej żołnierskiej mogile.
Boje o Zasław i Szepietówkę były ostatnimi walkami wojny dla pułku. Pułk przeszedł do Dubna i Krzemieńca.

### Mapy walk pułku

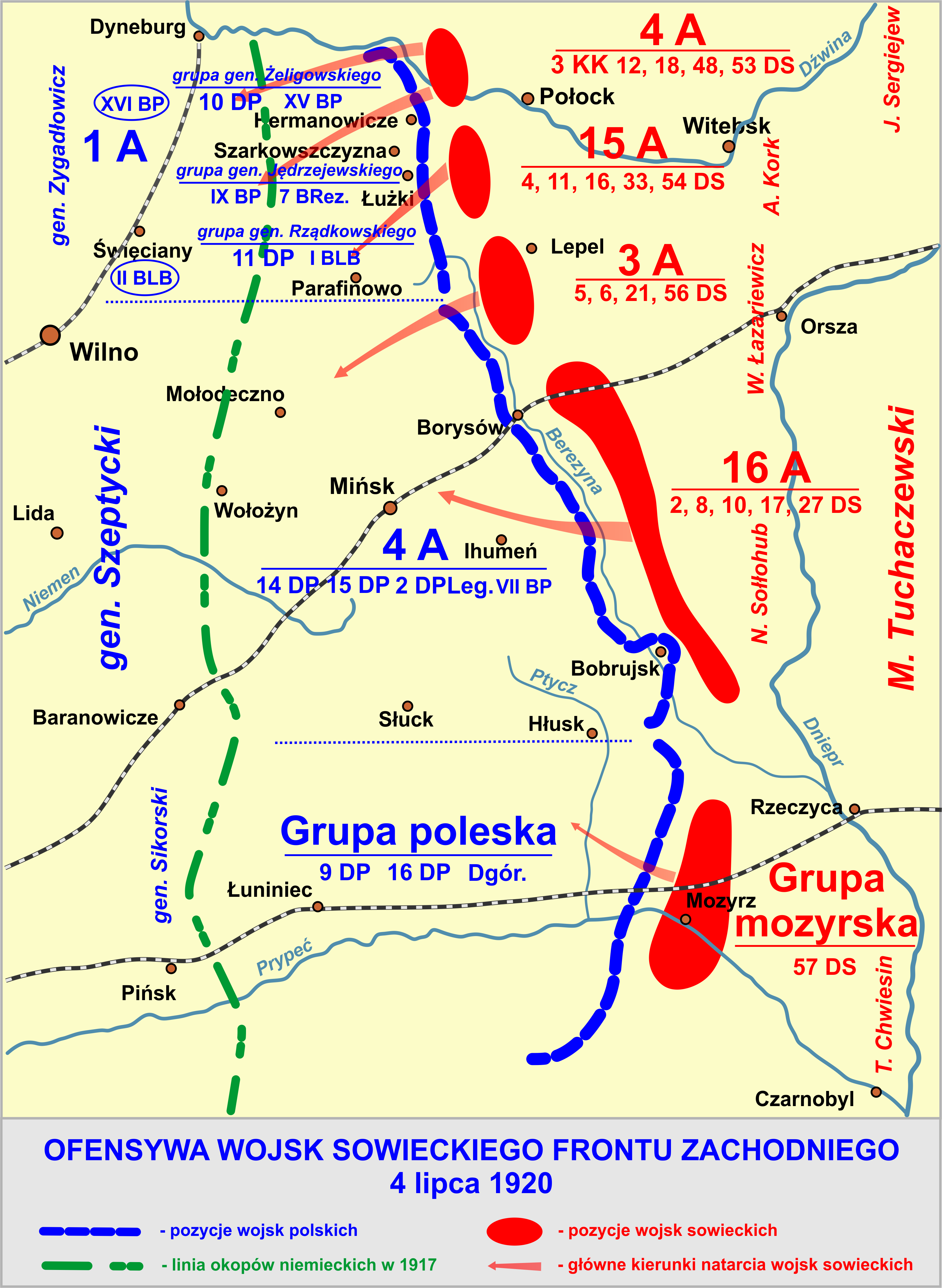
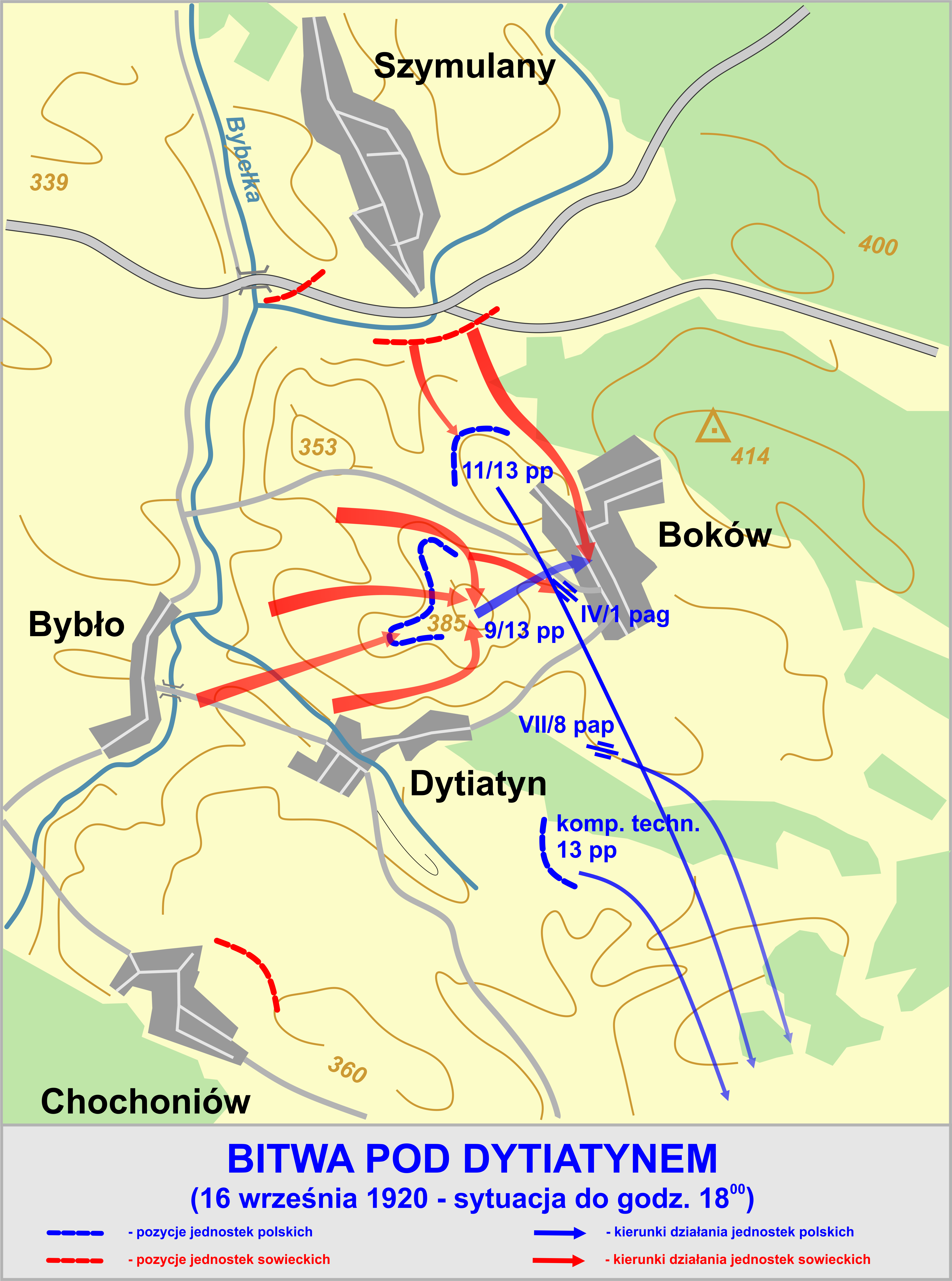
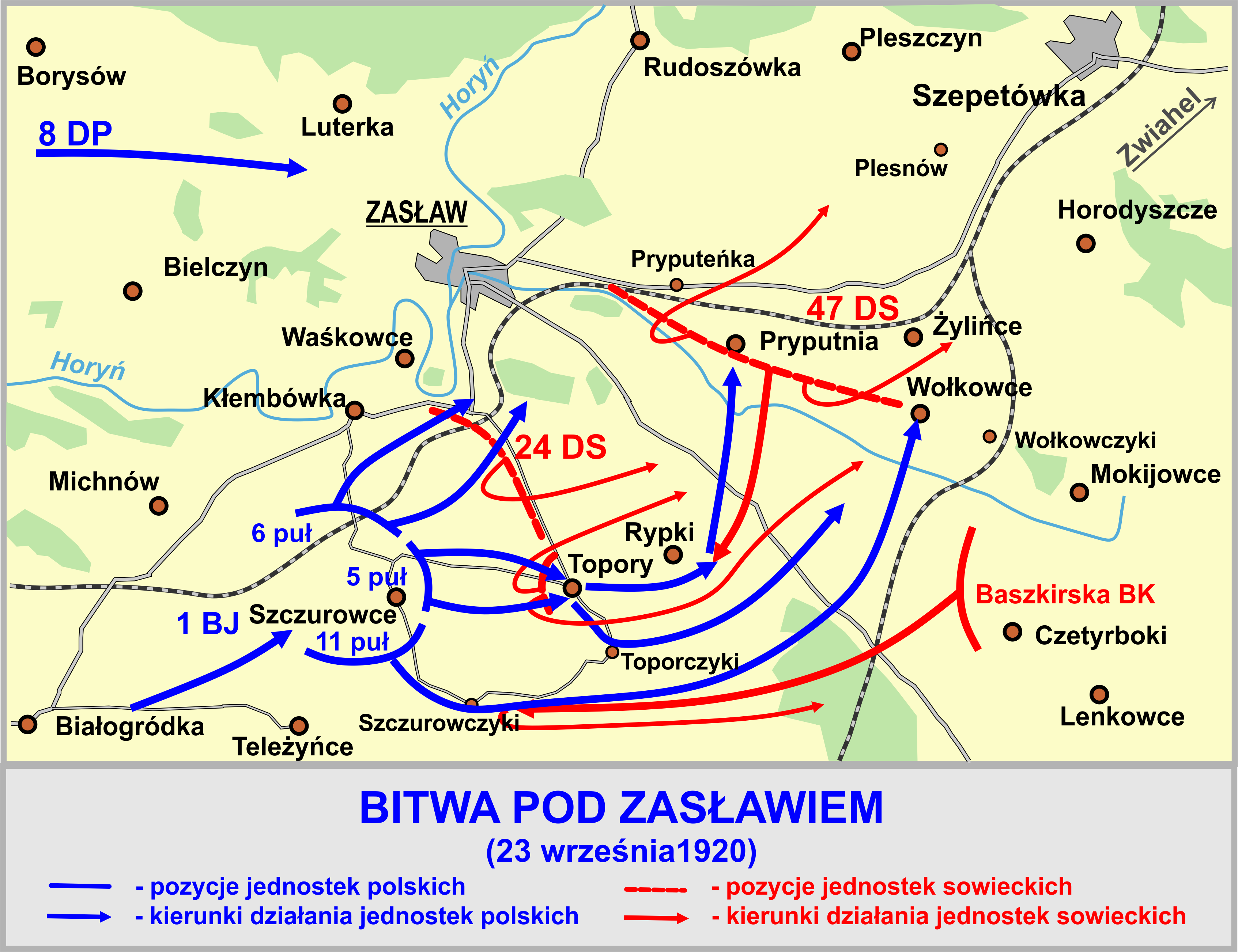

### Bilans walk
W czasie działań bojowych zginęło w pierwszej linii 9 oficerów pułku: ppłk Edward Strzemiński, kpt. Władysław Domański, kpt. Stanisław Kwiatkowski, por. Tadeusz Brzeziński, por. Bolesław Rayzacher, por. Edward Szydełkiewicz, ppor. Józef Zaleski, ppor. Kazimierz Kaliszek, ppor. Stanisław Kolbiński oraz 144 podchorążych, podoficerów i kanonierów. Za zasługi bojowe 21 osób otrzymało Krzyże Srebrne Orderu Wojskowego Virtuti Militari V klasy. Ponadto 23 oficerów, 6 podchorążych i 165 szeregowych zostało odznaczonych Krzyżem Walecznych, w tym trzech – czterokrotnie, dwóch – trzykrotnie i dziewięciu – dwukrotnie.
| Żołnierze pułku odznaczeni Krzyżem Srebrnym Orderu Wojskowego Virtuti Militari za wojnę 1918–1920 |                                   |                                 |
| ppor. Ludwik Borowski                                                                             | ś.p. por. Józef Derewojed         | ś.p. ogn. Stanisław Dębicki     |
| por. Kazimierz Górecki                                                                            | por. Zygmunt Gużewski             | ś.p. kan. Filip Jaroszczuk      |
| por. Karol Skarbek-Kiełłczewski                                                                   | por. Bronisław Korbysz            | ś.p. por. Stanisław Kwiatkowski |
| mjr Stefan Mazurkiewicz                                                                           | por. Zygmunt Netcer               | por. Mieczysław Podlewski       |
| płk Wiktor Poźniak                                                                                | płk Olgierd Pożerski              | ppłk Leszek Roguski             |
| ś.p. kpr. Jan Siedlecki                                                                           | ś.p. ppłk Aleksander Strzemieński | ś.p. por. Edward Szydełkiewicz  |
| por. Stanisław Tatar                                                                              | ś.p. kan. Wacław Zakolski         | ś.p. ppor. Józef Zaleski        |

## Pułk w okresie pokoju

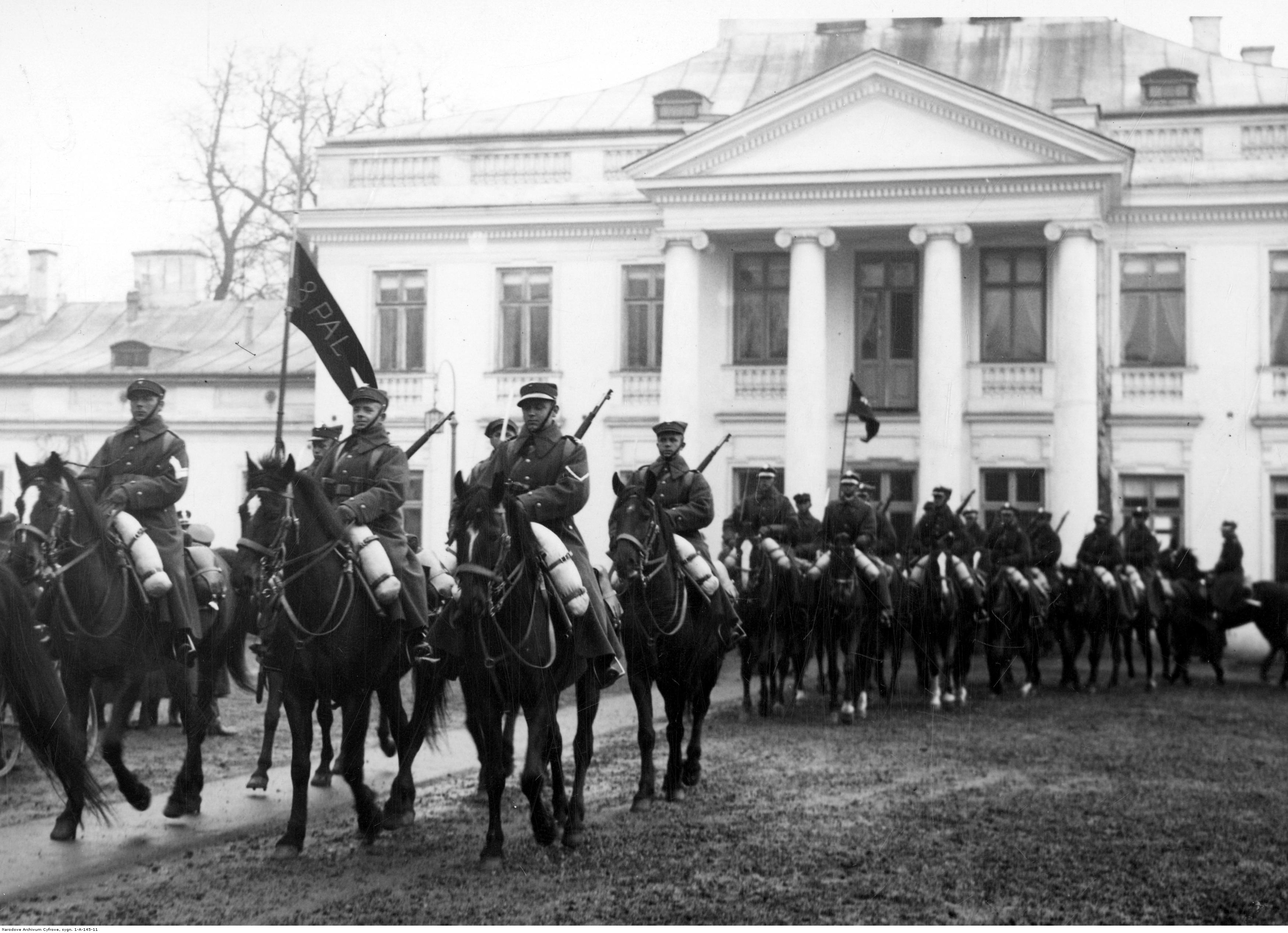
Uroczystości imieninowe Józefa Piłsudskiego 19 marca 1934 – delegacja konna 8 pal na dziedzińcu Belwederu

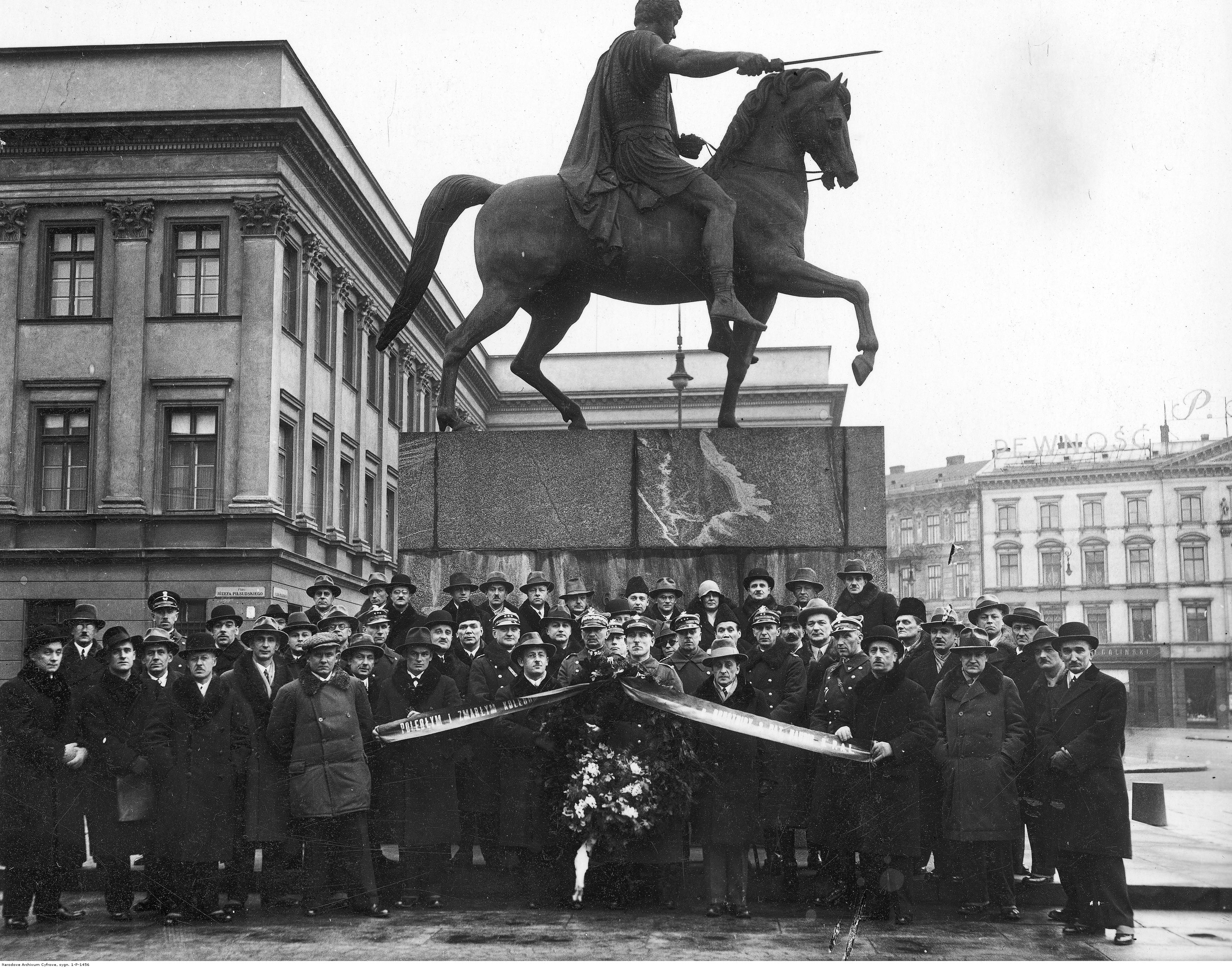
Zjazd koleżeński w Warszawie byłych ochotników 3 baterii haubic 8 pal, uczestników wojny 1918–1920; luty 1934 r.

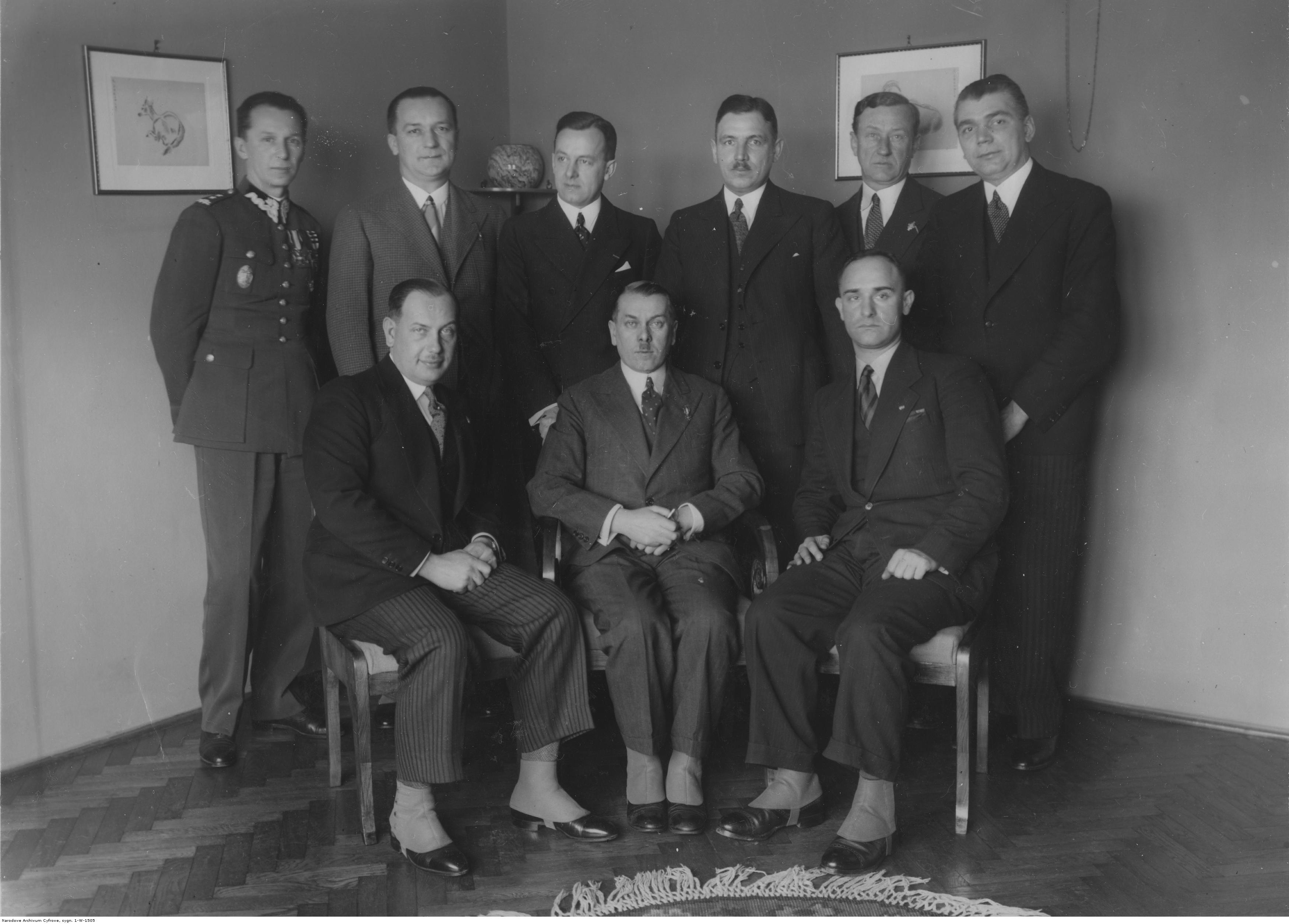
Zarząd koła byłych żołnierzy 8 pal z Płocka w Warszawie. Siedzi w środku prezes Wiktor Poźniak, stoi pierwszy z lewej Stanisław Tatar; luty 1935 r.

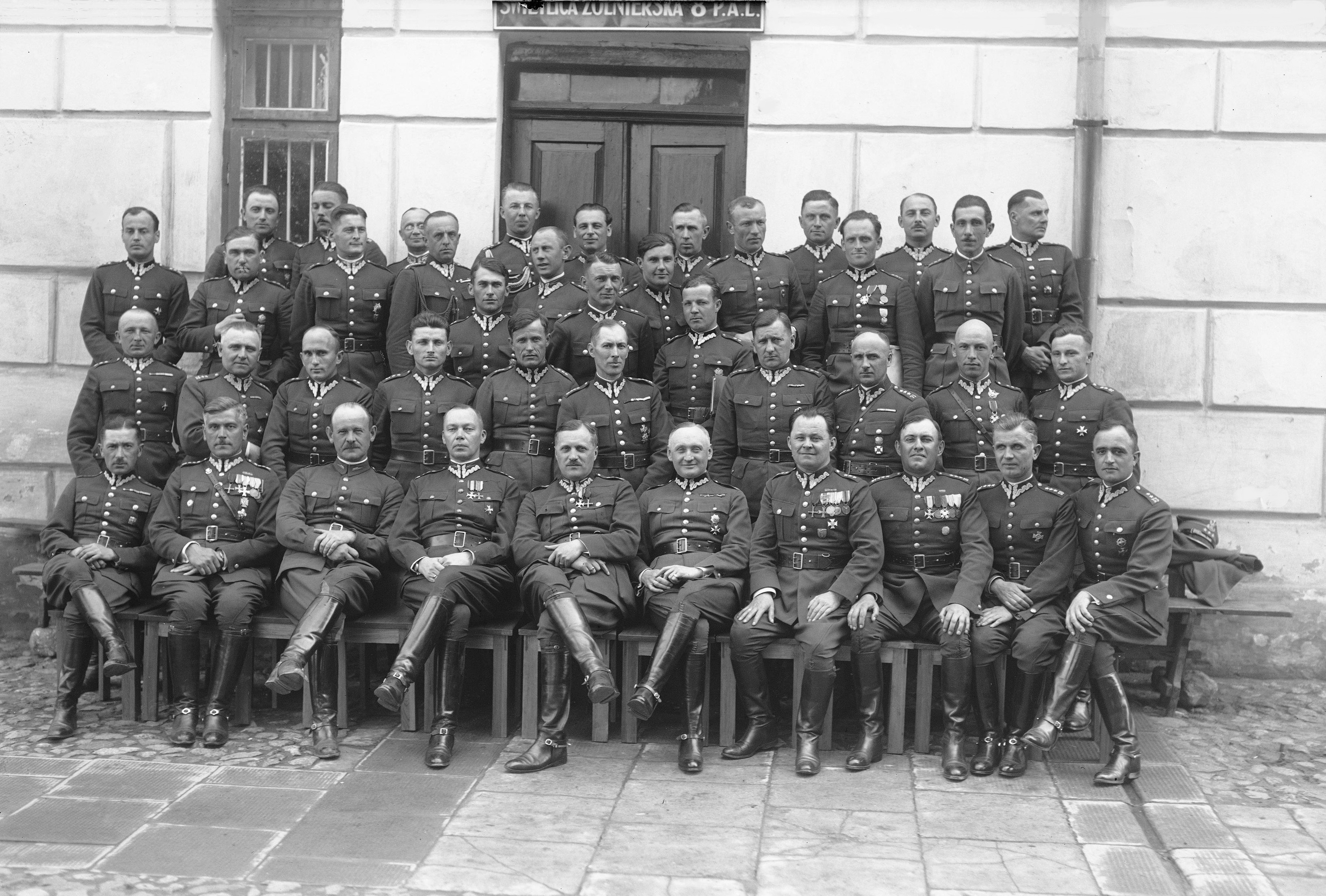
Grupa oficerów oświatowych przed świetlicą żołnierską 8 pal w Płocku; 19 maja 1936 r.

Zimę 1920/1921 pododdziały pułku spędziły w Dubnie i Krzemieńcu. W kwietniu 1921 pułk przeniesiony został do Łomży, a w sierpniu tego roku do Płocka, który pozostawał pokojowym garnizonem do 1939.

### Szkolenie w pułku
W latach 1929–1935 pułk pod względem wyszkolenia podlegał dowódcy 4 Grupy Artylerii w Łodzi, a w latach 1935–1939 dowódcy 8 Grupy Artylerii.
Zasadnicza służba wojskowa w pułku artylerii trwała 19 miesięcy, a poborowi do 8 pap wcielani byli w okresie lutego i marca. W zdecydowanej większości pochodzili oni z Płocka i okolic, a Polacy stanowili co najmniej 80–90% stanu osobowego. Po wcieleniu poborowych komisja pułkowa kwalifikowała ich do obsługi dział, na jezdnych, woźniców, łącznościowców czy zwiadowców. Ćwiczenia taktyczne realizowano na „Polu ułańskim” usytuowanym w bezpośredniej bliskości koszar na terenie otwartym. Plac ćwiczeń wykorzystywano wspólnie z pododdziałami 4 pułku strzelców konnych. Sprawdzian wyszkolenia artylerzystów odbywał się podczas ostrych strzelań na poligonach w Zielonce, Rembertowie i Toruniu oraz w czasie wspólnych manewrów z innymi oddziałami 8 Dywizji Piechoty. Poza szkoleniem typowo wojskowym, w pułku organizowano corocznie kursy dla 100-200 żołnierzy analfabetów, które kończyły się egzaminem państwowym i wręczeniem świadectw. Organizowano też kursy dokształcające z zakresu pełnej szkoły siedmioklasowej.

### Święta w pułku
19 maja 1927 minister spraw wojskowych marszałek Polski Józef Piłsudski ustalił i zatwierdził dzień 8 września jako datę święta pułkowego.
Wieczorem, w wigilię święta, ulicami miasta maszerowały pododdziały ze sztandarem, proporcami i orkiestrą. Żołnierze nieśli pochodnie. Na terenie koszar odbywał się apel poległych, w którym brała udział młodzież oraz władze miasta i przedstawiciele organizacji społecznych. Następnego dnia o 7:00 trębacze grali pobudkę, a o 10:00 na placu ćwiczeń odbywała się msza polowa. Po mszy pułk defilował przed swoim dowódcą i zaproszonymi gośćmi.
Od 4 grudnia 1936 w pułku uroczyście obchodzono dzień św. Barbary – patronki artylerii. Trębacze odgrywali sygnał pobudki, a po obowiązkowej gimnastyce, toalecie, modlitwie porannej i śniadaniu cały stan osobowy pułku maszerował na mszę świętą do kościoła garnizonowego św. Stanisława Kostki przy Alei Jachowicza. W południe bateria honorowa, ze stanowisk na „polu ułańskim", oddawała salut artyleryjski na cześć św. Barbary. Potem następował uroczysty obiad, a po południu odbywały się zawody sportowe i pokazy wyszkolenia. Jeźdźcy rywalizowali na krytej ujeżdżalni przy Alei Kilińskiego. Wieczorem w teatrze miejskim swoje przedstawienia prezentowały wojskowe teatrzyki amatorskie, a także „Strzelca", Przysposobienia Wojskowego i gimnazjalne.

### Zmiany organizacyjne i uzbrojenie
Jesienią 1921, w związku z przejściem wojska na organizację pokojową, 8 Brygada Artylerii została rozwiązana, a 8 pap podporządkowany bezpośrednio dowódcy 8 Dywizji Piechoty.
31 grudnia 1931 minister spraw wojskowych marszałek Polski Józef Piłsudski przemianował 8 pułk artylerii polowej na 8 pułk artylerii lekkiej.
1 lipca 1938 minister spraw wojskowych generał dywizji Tadeusz Kasprzycki nadał 8 pal nazwę „8 Płocki Pułk Artylerii Lekkiej imienia Króla Bolesława Krzywoustego”.
W maju 1939 została wprowadzona nowa organizacja pokojowa pułku, zgodnie z którą liczył on trzy dywizjony po dwie baterie, przy czym I dywizjon był uzbrojony w 75 mm armaty wz. 1897, natomiast II i III dywizjon w 100 mm haubice wz. 1914/1919 P. Ponadto każda bateria posiadała dwa ciężkie karabiny maszynowe systemu Maxim do zwalczania samolotów nieprzyjaciela i bezpośredniej obrony pododdziału przed atakującym przeciwnikiem.
| Obsada personalna i struktura organizacyjna w marcu 1939 | Obsada personalna i struktura organizacyjna w marcu 1939 |
| -------------------------------------------------------- | -------------------------------------------------------- |
| dowódca pułku                                            | ppłk mgr Mikołaj Ordyczyński                             |
| I zastępca dowódcy                                       | ppłk Franciszek Władysław Machowski                      |
| adiutant                                                 | por. Mieczysław Antoni Frandorfert                       |
| naczelny lekarz medycyny                                 | ppłk dr Ludwik Rajmund Ossowski                          |
| starszy lekarz weterynarii                               | kpt. Edmund Waśkow                                       |
| oficer zwiadowczy                                        | por. Marian Jan Kucharski                                |
| II zastępca dowódcy (kwatermistrz)                       | mjr Włodzimierz Dettloff (do IX 1939 → dowódca 71 dal)   |
| oficer mobilizacyjny                                     | mjr adm. (art.) Józef I Szymański                        |
| zastępca oficera mobilizacyjnego                         | kpt. adm. (art.) Edward Rac                              |
| oficer administracyjno-mat.                              | kpt. Jan Bąkowski                                        |
| oficer gospodarczy                                       | kpt. int. Tadeusz III Jakubowski                         |
| oficer żywnościowy                                       | por. Henryk Ostrowski                                    |
| dowódca plutonu łączności                                | por. Stanisław Józef Pancerz                             |
| oficer plutonu                                           | ppor. Feliks Julian Maj                                  |
| dowódca szkoły podoficerskiej                            | kpt. Romuald Józef Burski                                |
| zastępca dowódcy                                         | por. Stanisław Kazimierz I Sikorski                      |
| dowódca I plutonu                                        | ppor. Tadeusz Lucjan Nordwind                            |
| dowódca II plutonu                                       | ppor. Wiktor Zygmunt Zdziarski                           |
| dowódca III plutonu                                      | por. Tadeusz Wiesław Wiśniewski                          |
| dowódca I dywizjonu                                      | ppłk dypl. Stefan Longin Izdebski                        |
| dowódca 1 baterii                                        | kpt. Władysław Batóg                                     |
| dowódca plutonu                                          | por. Mieczysław Łukomski                                 |
| dowódca 2 baterii                                        | kpt. Wiktor Kazimierz Jachimiuk                          |
| dowódca plutonu                                          | ppor. Franciszek Jan Kojder                              |
| dowódca II dywizjonu                                     | mjr Julian Zubek                                         |
| dowódca 5 baterii                                        | kpt. Piotr Majewski                                      |
| dowódca plutonu                                          | ppor. Jerzy Wisz                                         |
| dowódca 6 baterii                                        | p.o. por. Anatol Cieśliński                              |
| dowódca III dywizjonu                                    | mjr Konstanty Sokołowski                                 |
| dowódca 7 baterii                                        | kpt. Edward Ziółkowski                                   |
| dowódca plutonu                                          | chor. Zenon Bersz                                        |
| dowódca 8 baterii                                        | p.o. por. Ludwik Władysław Kędzierski                    |
| dowódca plutonu                                          | ppor. Witold Złotkowski                                  |
| na kursie                                                | ppor. Adam Emilian Szajdzicki                            |

### Mobilizacja
8 pułk artylerii lekkiej był jednostką mobilizującą. Zgodnie z planem mobilizacyjnym „W” w 1939 sformował: w mobilizacji alarmowej, w okresie 24–27 sierpnia w grupie jednostek oznaczonych kolorem „niebieskim”, dla 8 Dywizji Piechoty:
- 8 pułk artylerii lekkiej,
- samodzielny patrol meteorologiczny Nr 8,
- kolumnę taborową parokonną Nr 104,
- warsztat taborowy Nr 101 (parokonny),

w I rzucie mobilizacji powszechnej:
- 71 dywizjon artylerii lekkiej dla odwodu dowódcy Armii „Modlin” – mjr art. Włodzimierz Dettloff,
- krajowy szpital weterynaryjny Nr 12,
- baterię marszową 8 pułku artylerii lekkiej[33].

## 8 pal w kampanii wrześniowej

### Działania bojowe
W czasie kampanii wrześniowej pułk walczył w składzie 8 Dywizji Piechoty. 26 sierpnia 1939, wymaszerował z Płocka w miejsce koncentracji macierzystej dywizji. Marsz prowadzono przez Cybulin, Wyszogród, Kazuń, Sochocin i Młock do Ościsłowa pod Ciechanowem, gdzie dotarł 31 sierpnia rano. 1 września zbombardowana została kolumna taborowa pułku pobierająca zaopatrzenie w bazie armii w Ciechanowie. Dywizjony pułku zostały rozdzielone do wsparcia poszczególnych pułków piechoty dywizji. 2 września dywizja, a wraz z nią 8 pal, maszerowała w kierunku linii frontu. 3 września pułki piechoty, realizując rozkaz dowódcy Armii „Modlin”, podjęły natarcie na niemieckie oddziały, które włamały się na tyły armii. II dywizjon haubic wspierał 21 pp, który stoczył bój spotkaniowy z niemiecką piechotą zdobywając w walce Chrostowo Wielkie, Czernice Borowe i Chojnowo; natarcie piechoty wspierały poszczególne baterie II/8 pal. Wieczorem 3 września dywizjon rozpoczął odwrót maszerując przez Niebórzyn, Koziczyn, Pawłowo i Grzybowo. 4 września, w okolicy lasów Lekowskich, poszczególne baterie ogniem na wprost odparły ataki niemieckich oddziałów pancerno-motorowych na maszerujące kolumny 21 pp. W dzień dywizjon przebywał pod osłoną lasów, a nocami maszerował przez Młock, Sochocin, Szczytno i Kosowo do Modlina, gdzie dotarł 6 września.
III dywizjon haubic 3 września wspierał 13 pp w nieudanym natarciu na Grudusk. Nieprzyjaciel kierował ogniem artylerii na stanowiska III dywizjonu i 13 pp w rejonie Leśniewa przy pomocy balonu obserwacyjnego. Dywizjon rozpoczął odwrót wraz z rozproszonym 13 pp i innymi jednostkami 8 DP. III dywizjon maszerował w kierunku Lasów Opinogórskich. W trakcie marszu 4 września jeden z plutonów odparł niemiecki podjazd pancerny ogniem na wprost. 5 września baterie dywizjonu podjęły marsz w kierunku Wyszogrodu przez Raciąż, Górę; po dotarciu do Bulkowa dowódca dywizjonu uzyskał informację, iż most w Wyszogrodzie został wysadzony. Wobec czego III dywizjon przez Zakroczym pomaszerował do Modlina. I dywizjon armat, przydzielony do 32 pp, 3 września wieczorem przystąpił do natarcia w kierunku Gruduska przez Przybyszewo-Niecbórz-Unikowo. W trakcie prowadzonego natarcia doszło do boju spotkaniowego z oddziałami niemieckimi; pomimo wsparcia przez 1 baterię natarcie 32 pp załamało się pod wsią Unikowo. Wspierana piechota, a wraz z nią I dywizjon, rozpoczęły odwrót przez Sulikowo, Glinojeck. Następnie przez Cybulice i Zakroczym dywizjon dotarł do Modlina.
8 i 9 września 8 pal wypoczywał i uzupełniał stany osobowe i sprzęt. 10 i 11 września 8 pal, z podporządkowanym mu 71 dal, wspierał natarcie piechoty, której celem było odbicie zajętego Zakroczymia. 12 września 8 pal, bez I dywizjonu, wspierał natarcie piechoty na Zaborów, uczestniczył w natarciu na Wiktorów i Bażęcin. Dywizjony haubic uczestniczyły w zniszczeniu 11 czołgów niemieckich. Od 11 września I dywizjon armat wspierał walki obronne na linii Narwi Grupy gen. bryg. Juliusza Zulaufa. W Poniatowie 13 września poległ dowódca 2 baterii ppor. Wiktor Zdziarski, pod Dębem ciężko ranny został dowódca 3 baterii por. Marian Kucharski. Wraz z tą grupą, dywizjon wycofał się na Pragę do Warszawy, gdzie wziął udział w jej obronie obok 21 pp z 8 DP. I dywizjon skapitulował wraz z garnizonem Warszawy 28 września. 8 pal (bez I dywizjonu) walczył w obronie Modlina. III dywizjon wspierał niezwykle skutecznie piechotę na stanowiskach obronnych w rejonie Bożej Woli przed natarciem niemieckim od strony Jabłonny. II dywizjon poniósł ciężkie straty, szczególnie w kadrze dowódczej, 15 września na Kępie Nowodworskiej, gdzie poległ dowódca 4 baterii por. Jan Stypułkowski, jego oficer ogniowy i ciężko ranny został dowódca 6 baterii por. Kazimierz Kiermasz, który wkrótce zmarł. 8 pal skapitulował wraz z załogą Modlina 29 września.
| Struktura organizacyjna i obsada personalna we wrześniu 1939 | Struktura organizacyjna i obsada personalna we wrześniu 1939 | Struktura organizacyjna i obsada personalna we wrześniu 1939 |
| Stanowisko                                                   | Stopień, imię i nazwisko                                     | Uwagi                                                        |
| Dowództwo pułku                                              | Dowództwo pułku                                              | Dowództwo pułku                                              |
| ------------------------------------------------------------ | ------------------------------------------------------------ | ------------------------------------------------------------ |
| dowódca pułku                                                | ppłk. Jan Damasiewicz                                        |                                                              |
| adiutant                                                     | kpt. Romuald Burski                                          |                                                              |
| oficer zwiadowczy                                            | por. Stefan Kosecki                                          |                                                              |
| dowódca plutonu topograficzno-pom.                           | por. Anatol Cieśliński                                       |                                                              |
| I dywizjon (12 armat 75 mm)                                  |                                                              |                                                              |
| dowódca dywizjonu                                            | kpt. Piotr Majewski                                          |                                                              |
| oficer zwiadowczy                                            | ppor. Kleniewski                                             |                                                              |
| oficer łącznikowy                                            | por. Władysław Płoski                                        |                                                              |
| oficer amunicyjny                                            | ppor. Rodryg Działowski                                      |                                                              |
| oficer gospodarczy                                           | por. Stanisław Wierciński                                    |                                                              |
| oficer sanitarny                                             | ppor. Stefan Przedpełski                                     |                                                              |
| lekarz weterynarii                                           | ppor. Cezary Goede                                           |                                                              |
| lekarz weterynarii                                           | ppor. Wincenty Tułacz                                        |                                                              |
| dowódca 1 baterii                                            | por. Mieczysław Łukomski                                     |                                                              |
| dowódca 2 baterii                                            | ppor. Wiktor Zdziarski                                       | †13 IX                                                       |
| dowódca 2 baterii                                            | kpt. Józef Baran                                             |                                                              |
| dowódca 3 baterii                                            | por. Marian Kucharski                                        | do 13 IX                                                     |
| dowódca 3 baterii                                            | ppor. Marian Skowron                                         | do 14 IX                                                     |
| dowódca 3 baterii                                            | kpt. NN                                                      | zaginął 15 IX                                                |
| dowódca 3 baterii                                            | por. Wiktor Klita (od 16 IX 1939)                            |                                                              |
| oficer ogniowy                                               | ppor. Zbigniew Kędzierski                                    |                                                              |
| oficer zwiadowczy                                            | ppor. Stanisław Piątkowski                                   |                                                              |
| dowódca I plutonu                                            | ppor. art. rez. mgr Andrzej Antoni Pilawski                  | niemiecka niewola                                            |
| dowódca II plutonu                                           | ppor. Roman Mrożewski                                        |                                                              |
| szef baterii                                                 | ogn. Józef Jastrzębski                                       |                                                              |
| II dywizjon (12 haubic 100 mm wz. 14/19P)                    |                                                              |                                                              |
| dowódca dywizjonu                                            | mjr Julian Zubek                                             |                                                              |
| adiutant dywizjonu                                           | por. Marian Rogalewicz                                       |                                                              |
| adiutant dywizjonu                                           | por. Wiktor Reihardt                                         |                                                              |
| oficer sanitarny                                             | ppor. Wacław Piasecki                                        |                                                              |
| oficer obserwacyjny                                          | pchor. Jan Wernik                                            |                                                              |
| oficer zwiadowczy                                            | pchor. Trojanowski                                           |                                                              |
| dowódca 4 baterii                                            | por. Mieczysław Frandofert                                   |                                                              |
| dowódca 4 baterii                                            | por. Jan Stypułkowski                                        | †15 IX                                                       |
| dowódca 4 baterii                                            | ppor. Feliks Maj                                             |                                                              |
| oficer ogniowy                                               | ppor. Złotowski                                              |                                                              |
| dowódca I plutonu                                            | ppor. Jakubiak                                               |                                                              |
| dowódca II plutonu                                           | ppor. rez. Jerzy Kazimierz Berson                            | †24 IX 1939 Nowy Dwór                                        |
| szef baterii                                                 | st. ogn. Tadeusz Bombała                                     |                                                              |
| dowódca 5 bateria                                            | ppor. Jerzy Wisz                                             |                                                              |
| dowódca 6 bateria                                            | por. Kazimierz Kiermasz                                      | †18 IX 1939                                                  |
| dowódca 6 bateria                                            | por. Alfons Kłobukowski                                      |                                                              |
| III dywizjon (12 haubic 100 mm wz. 14/19P)                   |                                                              |                                                              |
| dowódca dywizjonu                                            | mjr Konstanty Sokołowski                                     |                                                              |
| adiutant dywizjonu                                           | por. Stanisław Kwasiborski                                   |                                                              |
| dowódca 7 baterii                                            | kpt. Stefan Eustachy Wąsicki                                 |                                                              |
| oficer ogniowy                                               | ppor. rez. Włodzimierz Łukomski                              |                                                              |
| oficer zwiadowczy                                            | ogn. pchor. / ppor. Jerzy Kulwieć                            |                                                              |
| dowódca I plutonu                                            | ppor. rez. Jackiewicz                                        |                                                              |
| dowódca II plutonu                                           | ppor. rez. Tadeusz Figiel                                    |                                                              |
| dowódca 8 baterii                                            | por. Stanisław Sikorski                                      |                                                              |
| dowódca 9 baterii                                            | por. Kazimierz Rogalewicz                                    |                                                              |

## Symbole pułkowe

### Sztandar

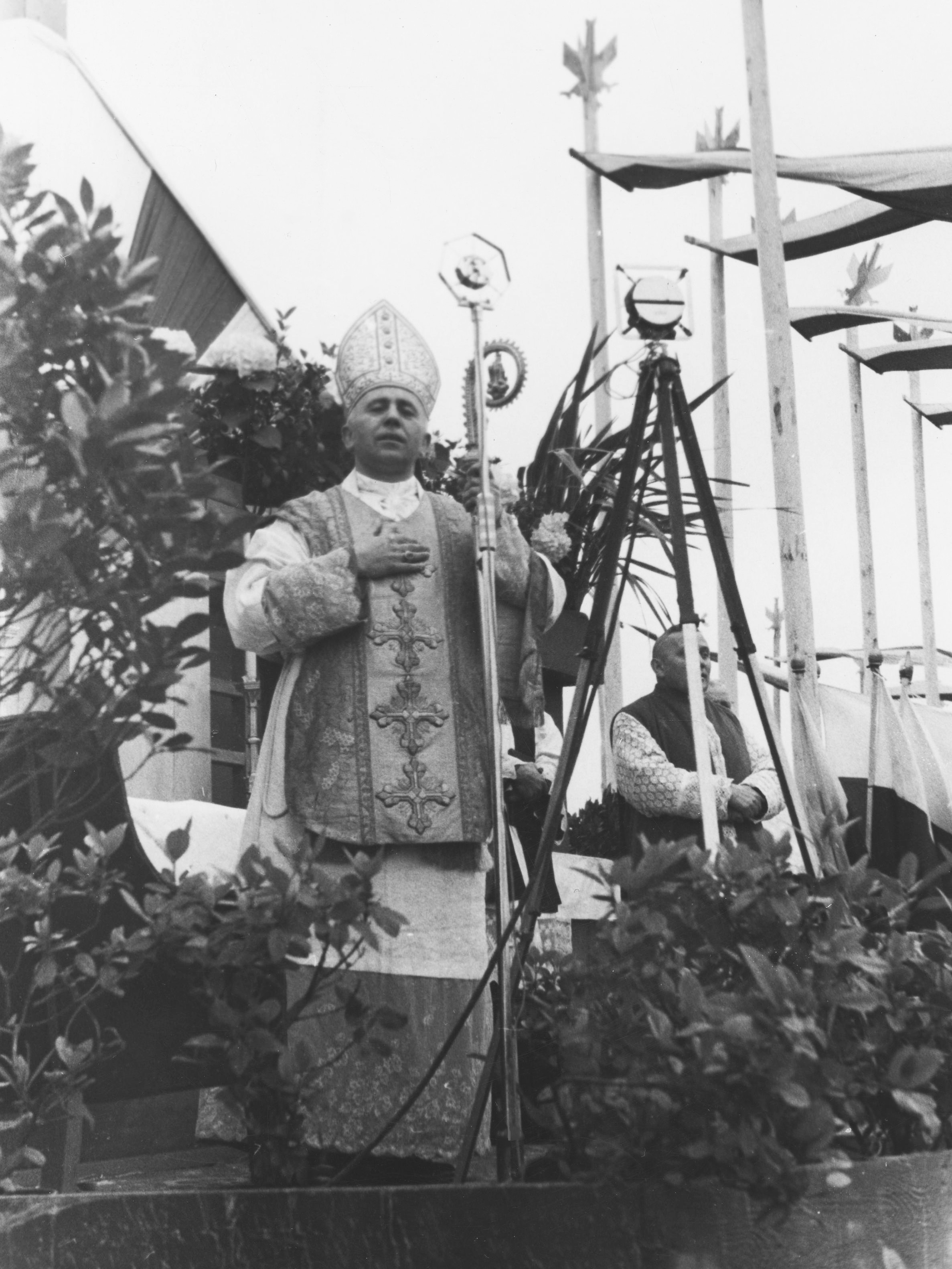
Wręczenie sztandarów jednostkom artylerii i broni pancernej w Warszawie - przemawia biskup polowy Józef Gawlina; maj 1938.

2 listopada 1937 prezydent RP Ignacy Mościcki zatwierdził wzór sztandaru dla 8 pułku artylerii lekkiej.

Sztandar został wykonany zgodnie z wzorem określonym w rozporządzeniu Prezydenta Rzeczypospolitej z dnia 13 grudnia 1927 o godłach i barwach państwowych oraz o oznakach, chorągwiach i pieczęciach.
Na prawej stronie płata znajdował się amarantowy krzyż, w środku którego wyhaftowano orła w wieńcu laurowym. Na białych polach, pomiędzy ramionami krzyża, znajdowały się cyfry 8 w wieńcach laurowych.

Na lewej stronie płata sztandarowego, pośrodku krzyża kawaleryjskiego znajdował się wieniec taki sam jak po stronie prawej, a w wieńcu trzywierszowy napis „HONOR I OJCZYZNA”. W rogach sztandaru, w mniejszych wieńcach umieszczone były na tarczach:
- w prawym górnym rogu na tarczy – wizerunek Matki Boskiej Częstochowskiej,
- w lewym górnym rogu na tarczy – wizerunek Świętej Barbary, patronki artylerzystów,
- w prawym dolnym rogu na tarczy – godło miasta Płocka,
- w lewym dolnym rogu na tarczy – odznakę pamiątkową 8 pal,
- na górnym ramieniu krzyża kawalerskiego – napis „Rembertów 11.XI.1918” (data i miejsce utworzenie pułku),
- na dolnym ramieniu krzyża kawalerskiego – napis „Dytjatyn 16.IX.1920”.

26 maja 1938 na lotnisku mokotowskim w Warszawie, minister spraw wojskowych generał dywizji Tadeusz Kasprzycki wręczył sztandar ufundowany przez społeczeństwo powiatów: gostynińskiego, płockiego i sierpeckiego.
Sztandar znajduje się w MWP w Warszawie.

### Odznaka pamiątkowa
12 lutego 1929 minister spraw wojskowych marszałek Polski Józef Piłsudski zatwierdził wzór i regulamin odznaki pamiątkowej 8 pułku artylerii lekkiej.
Odznaka o średnicy 43 mm ma kształt wielopromiennej gwiazdy orderowej. W centrum koło zębate koloru stali, w które wkomponowano tarczę pokrytą zieloną emalią, na niej w formie stylizowanego monogramu wpisano numer i inicjały pułku „8 PAP”. Nad tarczą i pod nią wpisano datę powstania pułku „11 XI 1918” i rok dziesięciolecia oddziału „1928”. Tarcza u dołu ozdobiona jest skrzyżowanymi lufami i wybuchającym granatem. Odznaka oficerska, trzyczęściowa, wykonana w srebrze i emaliowana. Na rewersie próba srebra i imiennik grawera. Wykonawcą odznaki był Wiktor Gontarczyk z Warszawy.
Odznakę nadawał dowódca pułku w dniu święta pułkowego, w Święto Żołnierza lub podczas uroczystego zwalniania kolejnych roczników żołnierzy do rezerwy. W 1938 odznaką pułkową odznaczony został marszałek Polski Edward Śmigły-Rydz oraz generałowie dywizji Tadeusz Kasprzycki i Mieczysław Norwid-Neugebauer.

### Oznaki pułku
1 lipca 1938 minister spraw wojskowych generał dywizji Tadeusz Kasprzycki nadał 8 pal nazwę „8 Płocki Pułk Artylerii Lekkiej imienia Króla Bolesława Krzywoustego” oraz zarządził noszenie przez żołnierzy pułku na naramiennikach kurtek i płaszczy, zamiast dotychczasowej numeracji, inicjałów „B.K.” z koroną. Inicjały i korona dla oficerów były haftowane nićmi metalowymi, oksydowanymi na stare srebro, natomiast dla pozostałych podoficerów i kanonierów wykonane z białego matowanego metalu. Jednocześnie Minister zezwolił podoficerom na noszenie przy ubiorze pozasłużbowym inicjałów haftowanych.

## Żołnierze pułku

### Dowódcy i zastępcy dowódcy pułku
| Stopień, imię i nazwisko           | Okres pełnienia służby  | Kolejne stanowisko             |
| Dowódcy pułku                      | Dowódcy pułku           | Dowódcy pułku                  |
| ---------------------------------- | ----------------------- | ------------------------------ |
| płk art. Juliusz Rómmel            | od 18 XII 1918          |                                |
| ppłk art. Aleksander Strzemieński  | 27 II 1919 – VII 1920   |                                |
| kpt. art. Leszek Roguski           | cz.p.o. od VII 1920     |                                |
| płk art. Wiktor Poźniak            | 1920                    |                                |
| płk art. Leszek Roguski            | 1921 – 25 X 1924        | dowódca 7 pap                  |
| płk art. Aleksander Batory         | 25 X 1924 – 23 XII 1929 | dowódca 5 Grupy Artylerii      |
| ppłk / płk art. Edward Robakiewicz | 23 XII 1929 – 1938      |                                |
| ppłk art. Mikołaj Ordyczyński      | 1938 – VIII 1939        | dowódca AD 8 DP                |
| ppłk art. Jan Damasiewicz          | VIII – IX 1939          |                                |
| Zastępcy dowódcy pułku             |                         |                                |
| ppłk art. Witold Kuczewski         | od 15 VI 1925           |                                |
| mjr / ppłk art. Henryk Kwarciński  | IV 1929 – 31 III 1934   | rejonowy inspektor koni Zamość |
| ppłk art. Franciszek Machowski     | 31 III 1934 – IV 1939   | szef artylerii OWar. „Wilno”   |
| ppłk art. Jan Damasiewicz          | IV – VIII 1939          | dowódca pułku                  |

### Żołnierze 8 pal – ofiary zbrodni katyńskiej
Biogramy ofiar zbrodni katyńskiej znajdują się między innymi w bazach udostępnionych przez Ministerstwo Kultury i Dziedzictwa Narodowego oraz Muzeum Katyńskie.
| Stopień, imię i nazwisko       | zawód             | miejsce pracy przed mobilizacją          | zamordowany |
| ------------------------------ | ----------------- | ---------------------------------------- | ----------- |
| ppor. rez. Andrzej Michalec    | instruktor rolny  |                                          | Katyń       |
| ppłk lek. Ludwik Ossowski      | żołnierz zawodowy |                                          | Katyń       |
| por. rez. Stanisław Pruszyński | handlowiec        | firma Standard Nobel                     | Charków     |
| ppor. rez. Henryk Strasman     | prawnik, dr praw  | Ministerstwo Sprawiedliwości             | Charków     |
| por. rez. Jerzy Weiss          | absolwent UJ      |                                          | Katyń       |
| ppor. rez. Józef Wiernicki     | prawnik           | Zarząd Miejski w Pułtusku                | Katyń       |
| kpt. rez. Jerzy Zieliński      | urzędnik          | Woj. Biuro Spraw Finansowo-Rolnych Toruń | Charków     |

## Upamiętnienie
- 1 września 2009 Rada Miasta Płocka podjęła uchwałę Nr 577/XL/09 w sprawie nadania nowo powstałej ulicy nazwy „8 Pułku Artylerii Lekkiej”[58].